# Tanyproctus feai
Tanyproctus feai är en skalbaggsart som beskrevs av Marc Lacroix 1997. Tanyproctus feai ingår i släktet Tanyproctus och familjen Melolonthidae. Inga underarter finns listade i Catalogue of Life.